# Hoffmannseggia doellii
Hoffmannseggia doellii es una especie de planta floral del género Hoffmannseggia, tribu Caesalpinieae. Fue descrita por Phil. y publicada por primera vez en Anales Univ. Chile 41: 710 (1872).
Es una planta perenne que crece en zonas desérticas o en matorrales secos.

## Distribución
Se distribuye por el noroeste argentino, Bolivia y norte de Chile.